# Haradur, Piriyapatna
Haradur là một làng thuộc tehsil Piriyapatna, huyện Mysore, bang Karnataka, Ấn Độ.